# Malovice (Miličín)
Malovice (Duits: Malowitz of Malowitz bei Miltschin) is een Tsjechische plaats in de gemeente Miličín, regio Midden-Bohemen, en maakt deel uit van het district Benešov. Het dorp ligt op 4 kilometer afstand van Miličín.
Malovice telt 31 inwoners (2021).

## Geschiedenis
De eerste schriftelijke vermelding van het dorp dateert van 1543.
Tussen 1850 en 1950 was Malovice een zelfstandige gemeente, waar Barčov deel van uitmaakte, waarna Malovice bij de gemeente Miličín terechtkwam. Barčov werd overgeheveld naar de gemeente Jiřetice. In 1960 werd Malovice, samen met Miličín, ondergebracht in het district Benešov.

## Verkeer en vervoer

### Autowegen
Er leidt een regionale weg naar het dorp.

### Spoorlijnen
Er is geen station in Malovice. Het dichtstbijzijnde station is in Mezno, op 7,5 kilometer afstand. Dat station ligt aan spoorlijn 220 (Praag -) Benešov - Tábor - České Budějovice. Het station werd, tezamen met de spoorlijn, in 1871 geopend.

### Buslijnen
Er is één bushalte in het dorp:
| Halte             | Lijn(en) | Traject(en)         | Vervoerder(s) |
| ----------------- | -------- | ------------------- | ------------- |
| Miličín, Malovice | 568      | Miličín - Střezimíř | CŠAD Benešov  |

## Bezienswaardigheden
- Monumentale klokkentoren

## Galerij

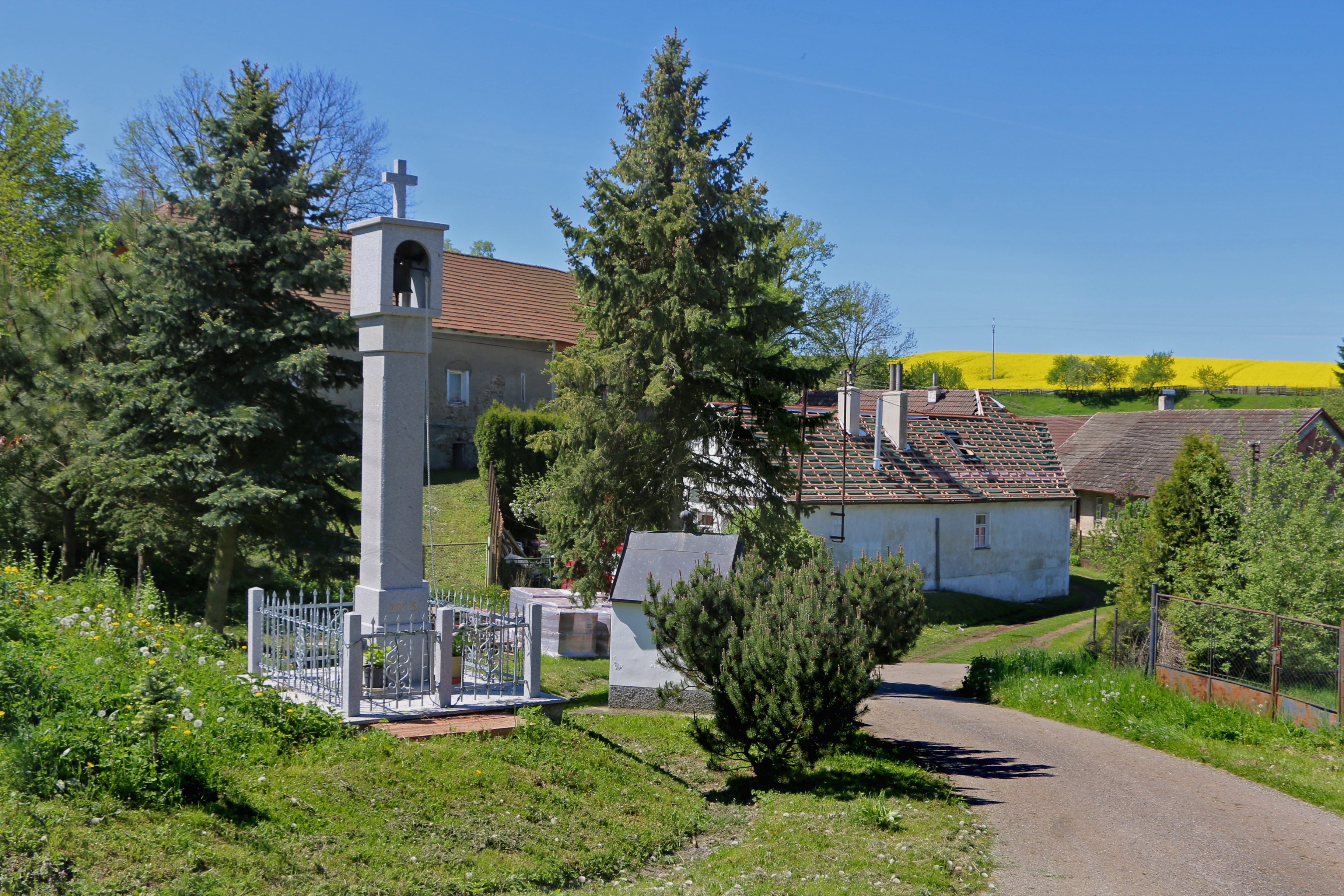
Klokkentoren (2017)
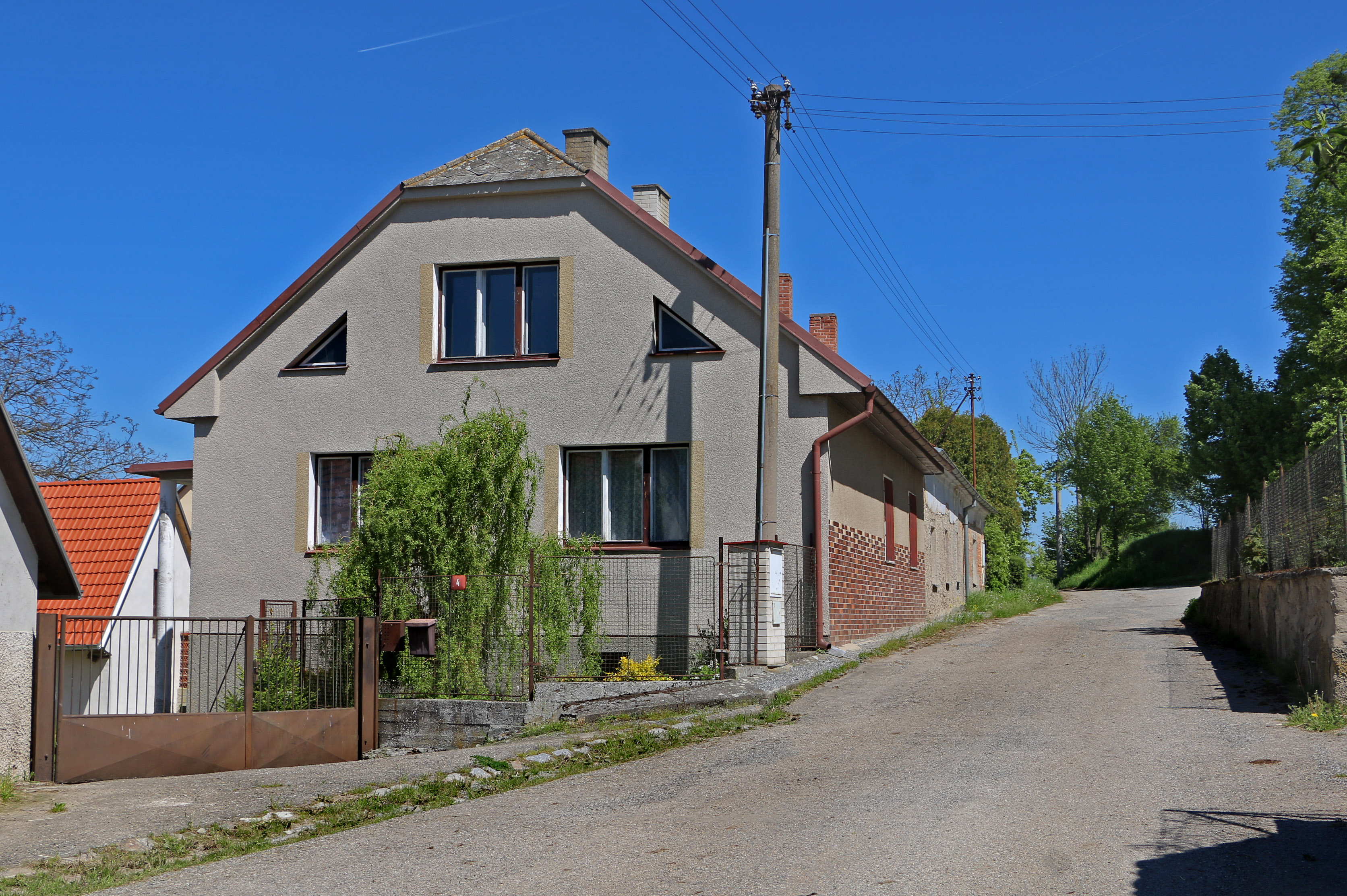
Straat in het dorp (2017)
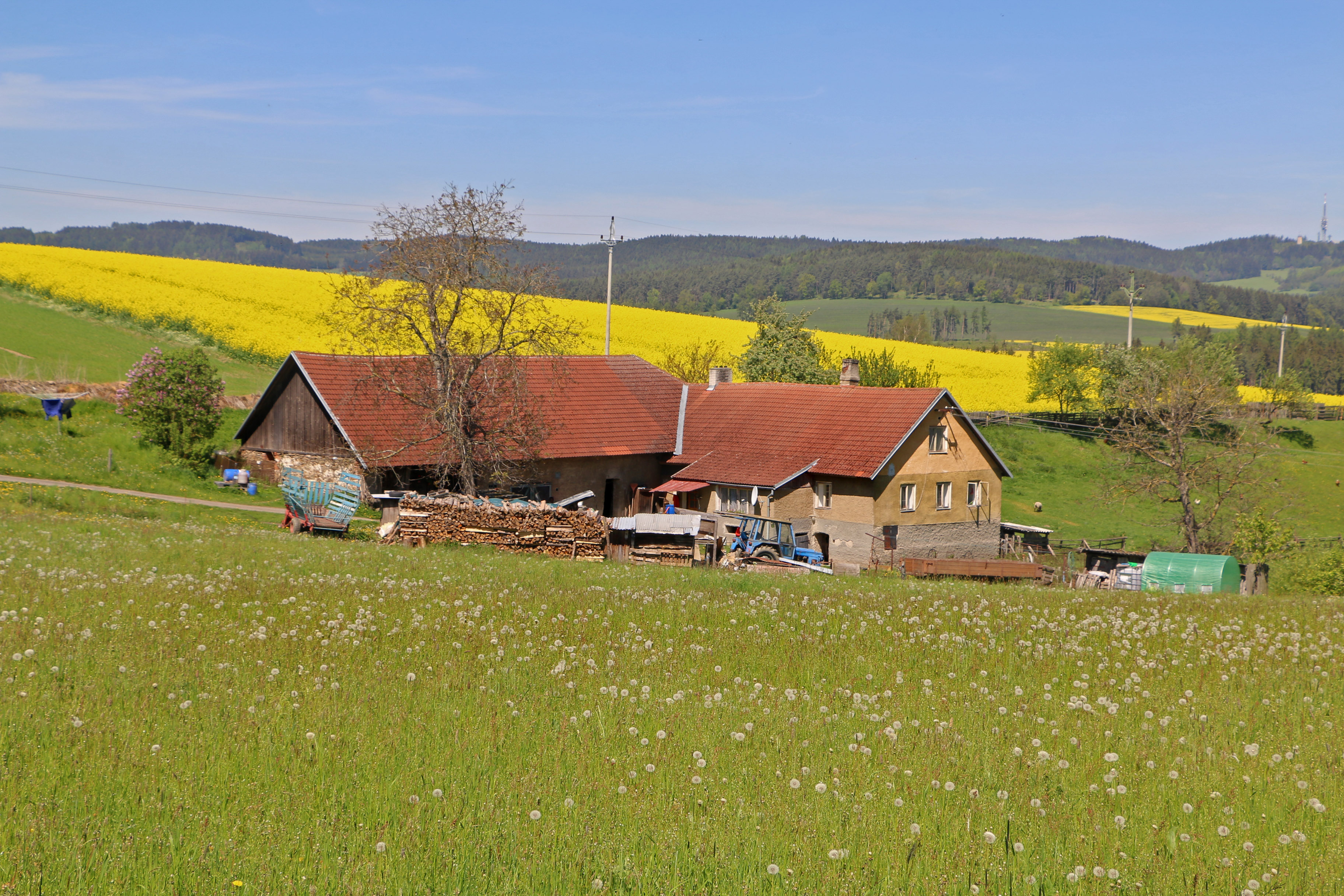
Boerderij in het dorp (2017)